# Vicente Ariño
 Vicente Ariño  (Madrid, España; 1907 - Buenos Aires, Argentina; 1969) fue un actor de cine, teatro y televisión español nacionalizado argentino. Fue el hijo de la prestigiosa actriz española Amalia Sánchez Ariño. Y padre del también actor Emilio Ariño.

## Filmografía
Actor
- Pasión dominguera    (1970)
- Patapufete!     (1967)
- Hijo de hombre    (1961)
- El hombre que hizo el milagro    (1958)
- El cura Lorenzo    (1954)
- Barrio gris    (1954) .... don Avelino
- La comedia inmortal    (1951)
- Nacha Regules   (1950)
- La barca sin pescador     (1950)
- Chiruca    (1947)
- La maja de los cantares     (1946)
- El gran amor de Bécquer    (1946)
- Carmen     (1943)

## Televisión
- El mundo del espectáculo  (episodio El genio alegre (1968) .... Don Eulogio
- Jacinta Pichimahuida, la maestra que no se olvida    (1966) Serie .... Efrain